# Tom Starke
Tom Starke (født 18. marts 1981) er en tysk fodboldspiller. Han spiller for Bayern München i den tyske Bundesliga, som målmand.